# 성혜란
성혜란(1991년  ~ )은 대한민국의 기자,이다.

## 학력
- 대전외국어고등학교 2007년 3월 고등학교 1학년 입학 ~ 2010년 2월 졸업
- 고려대학교 중어중문학과·사회학과 학사 2010년 3월 입학 ~ 2015년 2월  졸업

## 진행 프로그램
- 2013년 채널A 뉴스A